# Réttarfoss
Der Réttarfoss ist der vorletzte Wasserfall der Jökulsá á Fjöllum und liegt im Nordostisland.
Die Jökulsá á Fjöllum stürzt hier um 12 Meter in die Tiefe. Stromaufwärts liegen der Hafragils-, der Detti- und der Selfoss. Unterhalb kommt noch der Vígabjargsfoss, bevor die Jökulsá á Fjöllum in den Öxarfjörður strömt.
Man kann den Réttarfoss von der Westseite über den Dettifossvegur (Straße 862) und weiter über den Tungnavegur (Straße 887) erreichen.
Das isländische Wort für Pferch lautet rétt. Es gibt in Island noch weitere Wasserfälle mit diesem Namen.